# 615 (гурт)
615 (також відомий як 615 Cashville) — американський нашвільський реп-дует, який з 2006 по 2012 був підписантом лейблу Cashville Records.

## Біографія
У 2005 р. репер Young Buck сформував лейбл Cashville Records. Згодом виконавець познайомився з реперами Hi-C та Lil Murda, які невдовзі створили гурт 615. Після гастролей Strong Mind Entertainment, лейбл Lil Murda, видав вуличний альбом The Hustle Don't Stop, перший реліз з часів мікстейпу Бака Mr. Ten-A-Key (Product of the South).

## Дискографія
Вуличні альбоми
- 2008: The Hustle Don't Stop[4][5]

Сольні мікстейпи
- Lil Murda
  - 2011: Concrete Jungle — My Reality (Гост [Host MC]: Traps-N-Trunks)
  - 2012: By Any Means Necessary (Гост: Traps-N-Trunks)
- Hi-C
  - 2009: Still Starving in the Streets (Гост: Killa Muzik)

## Гостьові появи
| Рік  | Пісня                                                              | Виконавець                | Альбом                                            |
| ---- | ------------------------------------------------------------------ | ------------------------- | ------------------------------------------------- |
| 2006 | «Stomp That Snitch» (за участі 615)                                | Young Buck                | Chronic 2006                                      |
| 2006 | «Oooh Nooo» (за участі 615)                                        | Young Buck                | Welcome to the Traphouse                          |
| 2006 | «Make It Home» (за участі Pimp C та 615)                           | Young Buck                | Welcome to the Traphouse                          |
| 2006 | «I'm a G» (за участі 615)                                          | Young Buck                | Welcome to the Traphouse                          |
| 2006 | «Piecin Out My Pack» (за участі CP та 615)                         | Young Buck                | Welcome to the Traphouse                          |
| 2006 | «Still» (за участі CP та 615)                                      | Young Buck                | Welcome to the Traphouse                          |
| 2006 | «Drink & Drive» (за участі 615)                                    | Young Buck                | Welcome to the Traphouse                          |
| 2006 | «Here We Come» (за участі D-Tay та 615)                            | Young Buck                | Case Dismissed — The Introduction of G-Unit South |
| 2006 | «Where the Haters at» (за участі All Star Cashville Prince та 615) | Young Buck                | Case Dismissed — The Introduction of G-Unit South |
| 2006 | «Let's Get Dirty» (за участі D-Tay та 615)                         | Young Buck                | Case Dismissed — The Introduction of G-Unit South |
| 2006 | «Pop a Pill» (за участі 615)                                       | Young Buck                | Case Dismissed — The Introduction of G-Unit South |
| 2009 | «Dopeman Bitch» (за участі Young Buck, $o$a da Plug та 615)        | All Star Cashville Prince | Cashville Takeover                                |